# Ветелев, Александр Андреевич
Александр Андреевич Ветелев (6 декабря 1892, посёлок Растяпино (ныне город Дзержинск, Нижегородская область) — 28 июня 1976, Москва) — протоиерей, российский богослов.

## Образование
Родился в семье диакона. Окончил Казанскую духовную академию в 1917 со степенью кандидата богословия (тема кандидатской работы «Н. И. Новиков (жизнь и мировоззрение)»), Высший социально-юридический институт в Севастополе в 1921, факультет русского языка Вечернего педагогического института в Москве в 1929.
Магистр богословия (1950, тема диссертации: «Гомилетика (курс академических лекций по теории и практике церковно-православного проповедничества) для II курса академии»). Доктор богословия (1967, тема диссертации: «Божественная литургия (Опыт изъяснения применительно к требованиям пастырской душепопечительности)»).

### Священник и профессор
До 1945 работал в системе народного образования. 10 марта 1945 рукоположён в иерея. С 1945 — доцент, в 1950—1957 и в 1965—1976 — профессор по кафедре гомилетики и нравственного богословия Московской духовной академии. Был одним из учёных, получивших высшее духовное образование в дореволюционной академии и продолжавших её научные и учебные традиции в советское время. Говорил своим ученикам: «Преподаваемое воспринимайте больше сердцем, нежели умом. Будьте чутки и внимательны к людям, помогайте им, заботьтесь о них. Но самое главное — это дать рост семени святости, заложенному в нас Господом. Первый шаг на пути к святости — это исполнение заповеди Божией о любви к ближнему».
Среди его учеников ряд видных деятелей РПЦ, а также Евграф Дулуман, известный своей деятельностью в области научного атеизма.
В 1957—1965 служил на приходе в Москве. Был священником в Успенском храме Новодевичьего монастыря, в храме преподобного Пимена Великого, в Покровском храме, что на Лыщиковой горе, в Знаменском храме у Рижского вокзала.
Похоронен на Ваганьковском кладбище (18 уч.).

## Воспоминания об учёном
Митрополит Питирим (Нечаев) говорил о профессоре-протоиерее Александре Ветелеве: «Его богословие было не словом, а делом, не званием, а существом, не формой, а самой жизнью. Он пламенел и на наших занятиях, и в тех беседах, которые вёл со студентами до глубокой ночи, не считаясь ни с силами, ни со временем. Когда бы кто ни пришёл к нему, он всегда принимал горячее, живое участие во всём том, что волнует студенческую душу. Его глубокая образованность, знание светских наук, любовь и проникновение в науку духовную, знание наследия отцов Церкви, человеческой души сделало его для нас подлинно учителем, учителем любящим, учителем примерным».
Епископ Сергий (Соколов) вспоминал о нём: «Часто, наблюдая за старцем-профессором, я не мог скрыть своего удивления его поступками. В отдельном кармашке его пальто всегда находились „рублики“, которые он щедро раздавал многим нищим, поджидавшим своего благодетеля у ворот и на аллеях Троице-Сергиевой Лавры. Однажды я попытался было убедить батюшку не подавать милостыню пьяному попрошайке, но в ответ услышал от отца Александра, что, прежде чем рассуждать подобным образом, нам полезно мысленно представить себя на месте просящего, и тогда всякая нерешительность нас оставит, ибо сказано в Евангелии: „Просящему у тебя дай“. Следует подавать всегда, учил он, ибо нам не известны обстоятельства жизни просящего человека. И дело не в тех копейках, которые мы можем ему подать, а главное — во внимании к его беде. Поэтому непременно наше подаяние должно сопровождаться молитвой о несчастном, ибо то, что дарует ему Бог, несомненно значимее для него, чем наша милостыня».

## Труды
ссылки
- Митрополит Московский Филарет как проповедник-богослов (1782—1867) // Журнал Московской Патриархии. М., 1951. № 12. стр. 50-57.
- Протоиерей А. М. Станиславский (некролог) // Журнал Московской Патриархии. М., 1953. № 6. стр. 29-32.
- Святитель Алексий — поборник мира (поучение в день памяти Святителя Алексия, Митрополита Московского, сказанное в Патриаршем Богоявленском соборе) // Журнал Московской Патриархии. М., 1954. № 2. стр. 36-38.
- Профессор-протоиерей Сергей Васильевич Савинский (некролог) // Журнал Московской Патриархии. М., 1954. № 10. стр. 5-10.
- Таинство покаяния // Журнал Московской Патриархии. М., 1954. № 11. стр. 32-41; № 12. стр. 47-52.
- Приготовительные недели к Великому посту (пособие к изъяснению Евангельских чтений) // Журнал Московской Патриархии. М., 1955. № 1. стр. 24-29.
- Литургийные евангельские чтения (Неделя 5-я Великого поста, Неделя Ваий, Пасха, Неделя 2-я по Пасхе) // Журнал Московской Патриархии. М., 1955. № 3. стр. 31-35.
- Святоотеческая проповедь как образец для подражания // Журнал Московской Патриархии. М., 1955. № 4. стр. 31-34.
- Храм и пастырь // Журнал Московской Патриархии. М., 1955. № 6. стр. 8-10.
- Пастырь и паства (о пастырской душепопечительности) // Журнал Московской Патриархии. М., 1955. № 8. стр. 14-16.
- Доктрина и мнение // Журнал Московской Патриархии. М., 1956. № 9. стр. 55-58.
- Перед Плащаницей // Журнал Московской Патриархии. М., 1958. № 3. стр. 21-22.
- «Паломник» Даниила Мниха // Журнал Московской Патриархии. М., 1958. № 10. стр. 48-57.
- Лазарева суббота // Журнал Московской Патриархии. М., 1959. № 4. стр. 54-55.
- Пасхальное «Огласительное слово» св. Иоанна Златоуста // Журнал Московской Патриархии. М., 1959. № 5. стр. 46-55.
- Поминовение усопших (ко дню Димитриевской родительской субботы) // Журнал Московской Патриархии. М., 1959. № 12. стр. 44-48.
- Поучение о любви к Богу и ближнему [поучение на евангельское чтение Недели 25-й по Пятидесятницы] // Журнал Московской Патриархии. М., 1960. № 12. стр. 31-33.
- Архиепископ Лука (некролог) // Журнал Московской Патриархии. М., 1961. № 8. стр. 35-38.
- В дни Рождественского поста // Журнал Московской Патриархии. М., 1961. № 12. стр. 29-32.
- Гефсиманская молитва Спасителя // Журнал Московской Патриархии. М., 1962. № 3. стр. 38-46.
- Непреходящая радость // Журнал Московской Патриархии. М., 1962. № 4. стр. 6-9.
- Введение во храм Пресвятыя Богородицы // Журнал Московской Патриархии. М., 1962. № 11. стр. 39-41.
- Слово в день Рождества Христова // Журнал Московской Патриархии. М., 1963. № 1. стр. 30-33.
- Беседа на Благовещение (о «главизне» (начале) нашего спасения) // Журнал Московской Патриархии. М., 1963. № 4. стр. 31-33.
- Поучение в день отдания Святой Пасхи // Журнал Московской Патриархии. М., 1963. № 5. стр. 29-31.
- Поучение в Духов день // Журнал Московской Патриархии. М., 1963. № 6. стр. 34-35.
- О милосердии Божием // Журнал Московской Патриархии. М., 1963. № 9. стр. 32-34.
- Поучение в день праздника Покрова Божией Матери // Журнал Московской Патриархии. М., 1964. № 10. стр. 17-18.
- Поучение в Неделю о Закхее // Журнал Московской Патриархии. М., 1964. № 2. стр. 46-47.
- Победа над смертью (слово за литургией в Великую субботу) // Журнал Московской Патриархии. М., 1964. № 5. стр. 17-18.
- Воскресение Христово // Журнал Московской Патриархии. М., 1964. № 5. стр. 60-63.
- Поучение в день Троицкой родительской субботы. О молитве за умерших // Журнал Московской Патриархии. М., 1964. № 6. стр. 27-28.
- Поучение в воскресный день Рождественского поста (в Неделю 25-ю) // Журнал Московской Патриархии. М., 1964. № 12. стр. 34-35.
- Проповедь в день Сретения Господня // Журнал Московской Патриархии. М., 1965. № 2. стр. 40-42.
- Поучение в День преполовения Св. Пятидесятницы // Журнал Московской Патриархии. М., 1965. № 5. стр. 20-21.
- Поучение в Неделю по Богоявлении (Мф. 4, 12-17) [О покаянии и Царствии Божием] // Журнал Московской Патриархии. М., 1966. № 1. стр. 39-41.
- Поучение перед чтением канона преп. Андрея Критского в понедельник Первой седмицы Великого поста // Журнал Московской Патриархии. М., 1966. № 2. стр. 39.
- Слово за вечерней в первый день Святой Пасхи // Журнал Московской Патриархии. М., 1966. № 4. стр. 28.
- Поучение в день обретения мощей Преп. Сергия Радонежского // Журнал Московской Патриархии. М., 1966. № 7. стр. 37-39.
- Поучение в Неделю 22-ю по Пятидесятнице [О вере] // Журнал Московской Патриархии. М., 1966. № 10. стр. 25-27.
- О милосердии к людям (поучение в день памяти св. Филарета Милостивого) // Журнал Московской Патриархии. М., 1966. № 12. стр. 46-48.
- Поучение на Святую Пасху // Журнал Московской Патриархии. М., 1967. № 4. стр. 25-26.
- Эммаусская вечеря // Журнал Московской Патриархии. М., 1967. № 4. стр. 76-78; № 5. стр. 53-56.
- Поучение в Неделю 3-ю по Пятидесятнице (Мф. 6, 25-34) [о нестяжании] // Журнал Московской Патриархии. М., 1967. № 7. стр. 30-32.
- Беседа о вере по учению Филарета, митрополита Московского // Журнал Московской Патриархии. М., 1967. № 12. стр. 31-34.
- Эммаусская вечеря // Журнал Московской Патриархии. М., 1968. № 5. стр. 64-68.
- О силе веры // Журнал Московской Патриархии. М., 1968. № 9. стр. 35-36.
- У святой Плащаницы // Журнал Московской Патриархии. М., 1969. № 3. стр. 31-32.
- Поучение на день памяти святой равноапостольной Ольги // Журнал Московской Патриархии. М., 1969. № 7. стр. 17-18.
- Христос и грешница // Журнал Московской Патриархии. М., 1970. № 1. стр. 27-29.
- Божественная литургия // Журнал Московской Патриархии. М., 1970. № 1. стр. 60-68.
- Богословское содержание иконы «Святая Троица» преподобного Андрея Рублева // Журнал Московской Патриархии. М., 1972. № 8. стр. 63-75.
- Богословское содержание иконы «Святая Троица» преподобного Андрея Рублева // Журнал Московской Патриархии. М., 1972. № 10. стр. 62-65.
- Уроки из притчи о блудном сыне // Журнал Московской Патриархии. М., 1973. № 3. стр. 36-37.
- Служение крещенного человека в мире по свидетельству отцов Церкви // Богословские труды. М., 1973. № 10. стр. 142—149.
- «Благоразумный разбойник» // Журнал Московской Патриархии. М., 1974. № 3. стр. 36-38.
- Поучение в праздник Преображения Господня // Журнал Московской Патриархии. М., 1974. № 8. стр. 47-48.
- О грехопадении прародителей и его следствиях // Журнал Московской Патриархии. М., 1974. № 11. стр. 61-75.
- Царство Божие // Богословские труды. М., 1975. № 14. стр. 62-76.
- Основы христианской нравственности [комментарий на заповеди блаженств: Мф. 5, 3-12] // Журнал Московской Патриархии. М., 1975. № 7. стр. 58-72.
- Беседа о таинстве Покаяния // Журнал Московской Патриархии. М., 1976. № 7. стр. 38-45.
- О молитве за умерших // Журнал Московской Патриархии. М., 1976. № 10. стр. 37-38.
- Поучение в День Святой Троицы // Журнал Московской Патриархии. М., 1976. № 10. стр. 38-39.
- Вера, надежда, любовь — основные христианские добродетели // Журнал Московской Патриархии. М., 1976. № 10. стр. 63-71.
- Вера, надежда, любовь — основные христианские добродетели // Журнал Московской Патриархии. М., 1976. № 11. стр. 66-75.
- В день Преполовения Святой Пятидесятницы // Журнал Московской Патриархии. М., 1978. № 5. стр. 35-36.
- Таинство Покаяния. Чинопоследование исповеди // Журнал Московской Патриархии. М., 1987. № 4. стр. 74-75.
- Нравственные основы духовного совершенствования // Журнал Московской Патриархии. М., 1988. № 2. стр. 74-75; № 3. стр. 73-74; № 4. стр. 72-73; № 5. стр. 72-73; № 8. стр. 74-75; № 10. стр. 75-76; № 11. стр. 75-76; № 12. стр. 74-77.
- О проповеди // Журнал Московской Патриархии. М., 1989. № 3. стр. 47.
- В день памяти Всех святых, в земле Российской просиявших // Журнал Московской Патриархии. М., 1993. № 6. стр. 2-3.
- Таинство покаяния // Журнал Московской Патриархии. М., 2003. № 3. стр. 56-63.
- Поучение о любви к Богу и ближнему // Журнал Московской Патриархии. М., 2003. № 10. стр. 54-55.

книги
- Протоиерей Александр Ветелев. Путь к пробуждению: Сборник великопостных и пасхальных поучений и бесед. М., 2002.